# Adairville
Adairville és una població dels Estats Units a l'estat de Kentucky. Segons el cens del 2000 tenia 920 habitants.

## Demografia
Segons el cens del 2000, Adairville tenia 920 habitants, 398 habitatges, i 267 famílies. La densitat de població era de 271,2 habitants/km².
Dels 398 habitatges en un 28,4% hi vivien nens de menys de 18 anys, en un 47,2% hi vivien parelles casades, en un 16,8% dones solteres, i en un 32,9% no eren unitats familiars. En el 31,4% dels habitatges hi vivien persones soles el 16,3% de les quals corresponia a persones de 65 anys o més que vivien soles. El nombre mitjà de persones vivint en cada habitatge era de 2,31 i el nombre mitjà de persones que vivien en cada família era de 2,79.
Per edats la població es repartia de la següent manera: un 23,5% tenia menys de 18 anys, un 7,4% entre 18 i 24, un 26,4% entre 25 i 44, un 26,1% de 45 a 60 i un 16,6% 65 anys o més.
L'edat mediana era de 40 anys. Per cada 100 dones de 18 o més anys hi havia 79,6 homes.
La renda mediana per habitatge era de 27.266 $ i la renda mediana per família de 40.139 $. Els homes tenien una renda mediana de 26.618 $ mentre que les dones 20.568 $. La renda per capita de la població era de 15.490 $. Entorn del 9,6% de les famílies i el 13,9% de la població estaven per davall del llindar de pobresa.

## Poblacions més properes
El següent diagrama mostra les poblacions més properes.